# Ermelhaus
Das Ermelhaus steht im Stadtteil Oberlößnitz der sächsischen Stadt Radebeul, im Augustusweg 112, 112a links am Fuße des Fiedlergrunds. Auf dem im Denkmalschutzgebiet Historische Weinberglandschaft Radebeul und im Landschaftsschutzgebiet Lößnitz liegenden Anwesen steht auch noch das Wohnhaus von Heinrich Octavius Adolph Braun-Brown sowie ein Kursächsischer Grenzstein.

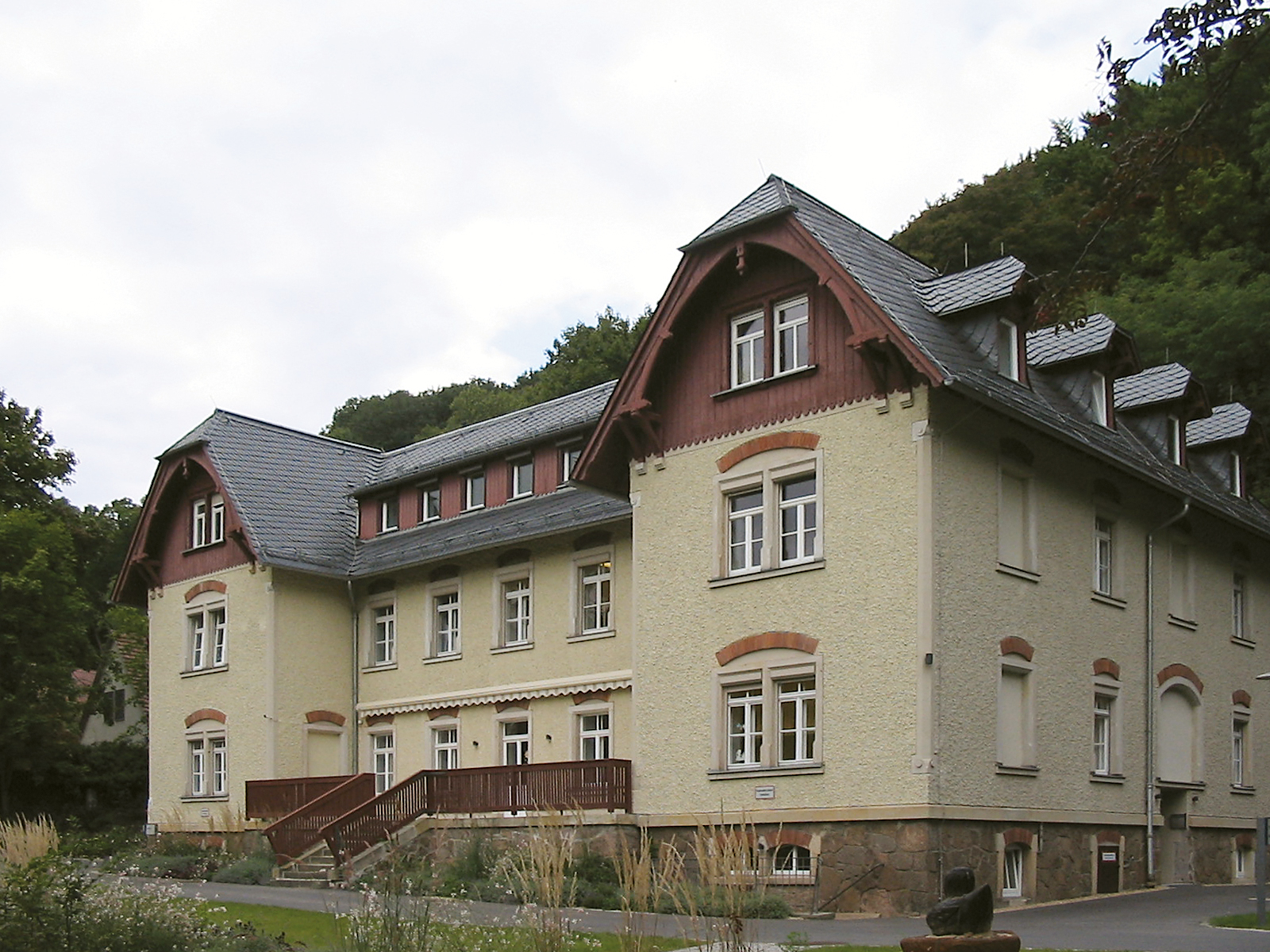
Ermelhaus

## Beschreibung

Augustusweg 76 bis 114 unterhalb der nördlich gelegenen, verwaldeten Steillage. Die zweite Gebäudegruppe von rechts (etwa bei einem Viertel des Bildes) ist das Ermelhaus.

### Ermelhaus
Das zweigeschossige, unter Denkmalschutz stehende Krankenhausgebäude hat einen nach Südosten offenen, U-förmigen Grundriss. Das Gebäude im Schweizerstil steht auf einem Souterrain und hat obenauf ein ausgebautes Krüppelwalmdach mit Krüppelwalmgauben. Die die Schenkel des Us bildenden Risalite haben Sparrengiebel, ein solcher findet sich auch auf der Rückseite des Gebäudes.
Vor dem Mittelbau des Gebäudes liegt eine Terrasse mit einer Freitreppe. In der linken Seitenansicht steht ein hölzerner Eingangsanbau mit Krüppelwalmdach.
Der Spritzputz des Gebäudes wird an den Kanten durch Lisenen eingefasst die Giebel sind verbrettert, die Fenster haben Gewände aus Sandstein sowie Überfangbögen in Ziegelmauerung.
Die bis mindestens 2012 denkmalgeschützte hölzerne Liegehalle weist ein asymmetrisches Satteldach auf.

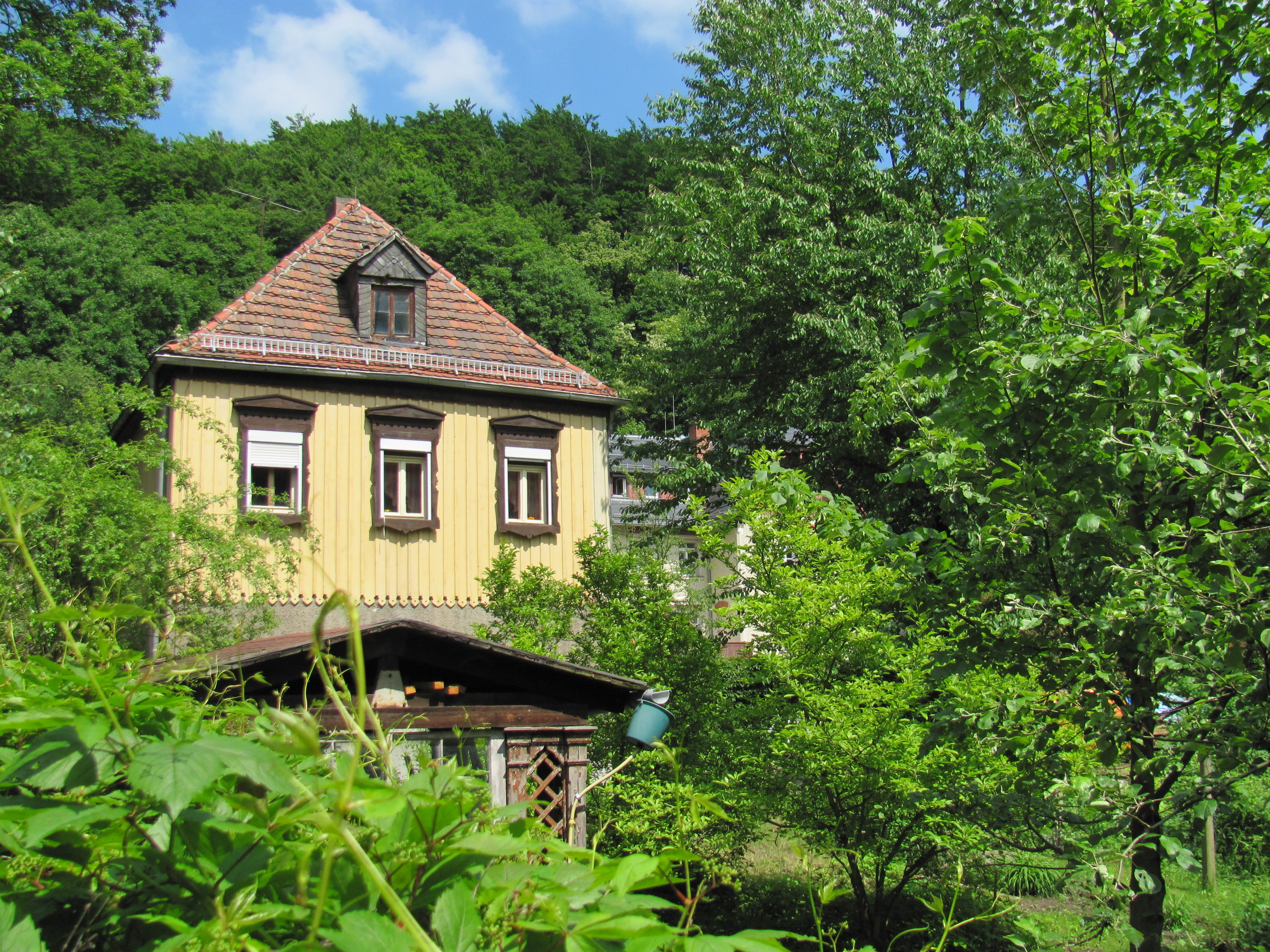
Wohnhaus Heinrich Octavius Adolph Braun-Brown

### Wohnhaus Heinrich Octavius Adolph Braun-Brown
Das ebenfalls unter Denkmalschutz stehende Wohnhaus (Augustusweg 112a) direkt an der Grundstücksmauer ist ein zweigeschossiges Gebäude mit einem Walmdach. Der gesamte Bau ist massiv ausgeführt, das Obergeschoss ist darüber hinaus verbrettert. Die Fenstereinfassungen werden durch Brettschnitzereien verziert. Der eingeschossige Anbau hat ein Satteldach.
Die Umgestaltung erinnert an die Umgestaltung des Winzerhauses an der  Meißner Straße 172 in Niederlößnitz wohl ebenfalls durch die Gebrüder Ziller, die um 1872 ebenfalls einen Fachwerkbau (Winzerhaus) durch Bretterwerk verkleideten.

## Geschichte

### Ermelhaus

Fiedlerbach mit dem (späteren) Wohnhaus Heinrich Octavius Adolph Braun-Brown auf dem Kleinen Berg. Hinten Hantzsch-Villa mit dem restlichen Jägerberg und Hantzschs Aussichtsturm. Um 1850

Der Dresdner Bürger und Wohltäter Christian Ermel richtete 1824 die Wohlmeinende Stiftung zur Errichtung eines Gebär- und Fündelhauses ein, dotiert mit 50.000 Talern. Per Satzung war die Verdopplung der Stiftungssumme erforderlich, bevor der Stiftungszweck realisiert werden durfte.
So konnte ab 1885 der Dresdner Oberbürgermeister Alfred Stübel mit der Umsetzung der Stiftungsaufgabe beginnen. Die Stadt Dresden erwarb im Osten der Oberlößnitzer Flur für Ermels Wohlmeinende Stiftung (oder Wohlgemeinte Stiftung) den Ostteil des direkt westlich liegenden Anwesens Jägerberg, den Kleinen Berg, unmittelbar westlich angrenzend an die Flächen des Fiedlerhauses. Dort errichtete 1893/1894 der Architekt und Stadtbaurat Edmund Bräter für das Dresdner Hochbauamt das sogenannte Ermelhaus als neues Entbindungsheim.

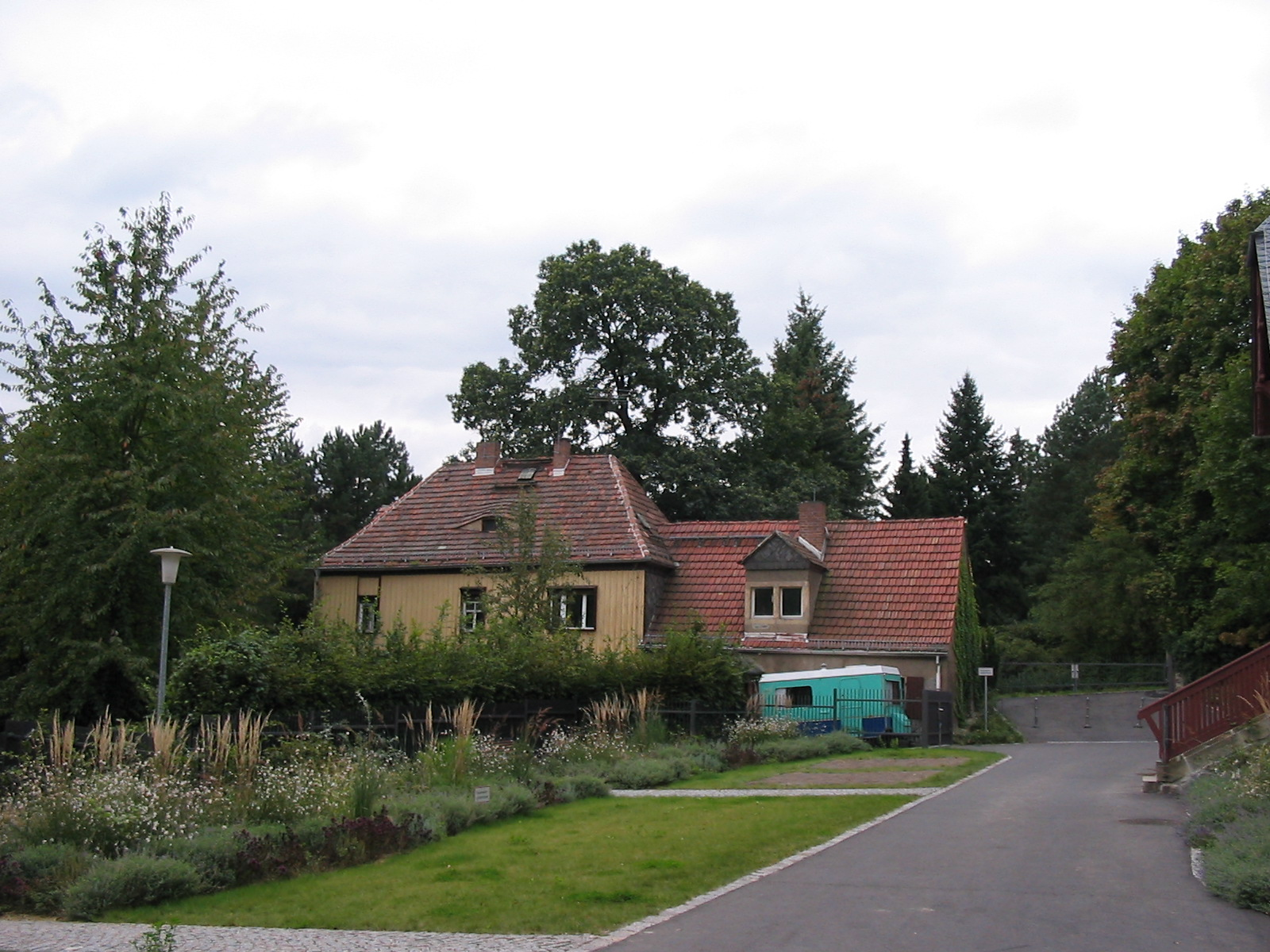
Wohnhaus Heinrich Octavius Adolph Braun-Brown

Bereits 1880 war direkt auf der westlichen Grundstücksgrenze ein Wohnhaus entstanden. Heinrich Octavius Adolph Braun-Brown ließ es sich zu jener Zeit durch die Lößnitz-Baumeister Gebrüder Ziller errichten bzw. aus einem Vorgängerbau umformen. Im Jahr 1886 folgte ein Anbau für eine Waschküche. Auch dieses Gebäude wurde später durch die Stiftung genutzt. Direkt östlich des Hauptgebäudes entstand 1907 eine hölzerne Liegehalle.
Mit der Aufgabe, „hilf- und ratlosen erwachsenen Mädchen, die sich als Mutter fühlen“, in der Zeit ihrer Niederkunft Pflege und freie Unterkunft zu gewähren, wurde die aus Bonn stammende Krankenschwester Friederike Hornstein als Leiterin der Einrichtung betraut. Konnten die Babys nach der Geburt von ihren Müttern nicht weiter versorgt werden, kümmerte sich die Stiftung auch weiterhin um das Schicksal der Kinder.
Zu diesem Zweck wurde 1901 ebenfalls in Oberlößnitz unter der heutigen Adresse Waldstraße 24 das der Stiftung zugeordnete Kinderheim Nazareth genutzt. In diesem wurden Jungen bis zu ihrem 8. Lebensjahr betreut, Mädchen dagegen bis zu ihrem Eintritt in die im gleichen Jahr errichtete Dienstmädchen-Schule in der Waldstraße 32.
Durch die Entwertung des Stiftungsvermögens während des Ersten Weltkriegs musste die Stiftung durch den Dresdner Rat übernommen werden. Dieser behielt das Mutterhaus, trennte das Kinderheim ab und schloss die Dienstmädchen-Schule. 1922 erweiterte der Rat den Zweck des Ermelhauses, dieses wurde auch Asyl für bedürftige Mütter und Kleinkinder. Noch bis in das Jahr 1949 diente das Ermelhaus als Dresdner Entbindungsheim mit bis zu 60 Betten.
Ab 1950 wurde das Ermelhaus zum Lungentuberkuloseheim des Krankenhauses Dresden-Neustadt, ab 1970 Bettenhaus der Chirurgischen Abteilung. Nach einer grundlegenden Sanierung wurde dort 1997 die neugeschaffene Neurologische Klinik untergebracht. Das Ermelhaus gehört heute zum Sächsischen Krankenhaus Arnsdorf. Es ist spezialisiert auf Kinder- und Jugendpsychiatrie und bietet eine Ambulanz und eine Tagesklinik.

### Kinderheim Nazareth

Kinderheim Nazareth auf der Waldstraße 24

Mit dem Ziel, „unehelichen Kindern eine Heimat zu schaffen und eine christliche Erziehung zu gewähren und auch ihnen die Erlangung eines ehrbaren bürgerlichen Berufs zu ermöglichen“, gründete sich 1889 der Verein Kinderheim Nazareth. Unter dem Vorsitz des Rittergutsbesitzers Karl Bernhard Schaarschmidt fanden sich „Generalleutnant von Zeschau, Generalleutnant von Criegern, die Vorsteherinnen Fräulein Friederike Hornstein [die Leiterin des Ermelhauses], Frau von Erdmannsdorff, Frau Oberst von Kretzmar, Frau Hofrat Freifrau von Könneritz, Frau Gräfin Helene Vitzthum von Eckstädt und viele andere“ zusammen. Im Jahr 1891 wurde erst einmal ein Haus in Dresden-Plauen angemietet. Mit 5.000 Mark folgte der Erwerb des Hauses Waldstraße 24 in der Oberlößnitz, das 1893 bezogen wurde. Das Gebäude bot 24 Kindern im Alter von 2 bis 14 Jahren Platz. Um das Kinderheim herum wurde Gartenland kultiviert, um die Zöglinge „durch eine gesunde und fleißige Arbeit […] zu ehrsamen Menschen zu erziehen.“ Es wurden meist Kinder aus der Wohlgemeinten Stiftung des Ermelhauses übernommen.
Der Verein Kinderheim Nazareth gewann seine Mittel durch Spenden und Stiftungen. Die Jahre 1922 und 1923 stellten sich als besonders schwere Jahre heraus, die den Weiterbestand des Kinderheims (nach der Auflösung der Verbindung mit der Wohlgemeinten Stiftung) in Frage stellten. Die seinerzeitige Vorsteherin des Kinderheims, Frau Geheimrat Wach, trat mit dem Verein zur Pflege christlicher Kinderheime in Verbindung, woraufhin sich der Verein Kinderheim Nazareth auflöste und sein Vereinsvermögen auf den neuen Träger verschmolz.
Nach dem Zweiten Weltkrieg war in dem Gebäude die Gehörlosenschule Radebeul-Ost untergebracht, Ende der 1950er Jahre wurde es zum Kinderwochenheim der Dresdner Verkehrsbetriebe. Nach der politischen Wende zunächst städtischer Kindergarten, übernahm 1992 das Diakonische Werk die Trägerschaft. Heute befindet sich auf dem Anwesen das Kinder- und Jugendhilfezentrum Kinderkreis Natur – Heimat und Gesundheit, eine Kindertagesstätte für etwa 80 Kinder des Trägers Diakonie Kinderarche Sachsen.